# Нестелєєв Максим Аркадійович
Максим Аркадійович Нестелєєв (нар. 1984, Слов'янськ, Україна) — український літературознавець, перекладач, культурний оглядач і колумніст.

## Біографія
Народився у 1984 році в місті Слов'янськ. Закінчив філологічний факультет Донбаського державного педагогічного університету. Після завершення навчання працював доцентом кафедри української мови та літератури цього університету. Кандидат філологічних наук. Також є культурним оглядачем журналу «Український тиждень».

## Наукова діяльність
У 2013 році опублікував монографію «На межі: Суїцидальний дискурс українського модернізму», присвячену темі самогубства в українській модерністській літературі. У 2019 та 2022 роках вийшли два томи його фундаментального дослідження «Лабіринти американського постмодернізму», в яких аналізуються творчість таких авторів, як Дональд Бартелмі, Томас Пінчон, Вільям Ґеддіс, Дон Делілло, Джон Барт, Роберт Кувер, Джозеф Макелрой та Донна Тартт.

## Перекладацька діяльність
Максим Нестелєєв перекладає з англійської. Серед його перекладів — твори Дональда Бартелмі, Вільяма Ґеддіса, Дона Делілло, Роберта Кувера, Джозефа Макелроя, Кормака Маккарті,Томаса Пінчона та Юрія Тарнавського.

## Поточні проєкти
Станом на 2021 рік працює над перекладом роману Джеймса Джойса «Поминки за Фіннеганом», який вважається одним із найскладніших текстів у світовій літературі.

## Вибрана бібліографія

### Монографії
- На межі: Суїцидальний дискурс українського модернізму. — Київ: Академія, 2013.
- Лабіринти американського постмодернізму. Том 1. — Київ: Темпора, 2019.
- Лабіринти американського постмодернізму. Том 2. — Київ: Темпора, 2022.

### Переклади
- Джон Барт. Баришник дур-зіллям. пер. М. Нестелєєв та В. Осика. — Київ: Темпора, 2022.
- Джон Барт. Загублений у кімнаті сміху. — Київ: Темпора, 2023.
- Дональд Бартелмі. Білосніжка. — Київ: Темпора, 2020.
- Дональд Бартелмі. Шістдесят оповідань. — Київ: Темпора, 2022.
- Вільям Ґеддіс. Агапе агов. — Київ: Темпора, 2016.
- Дон Делілло. Білий шум. — Київ: Темпора, 2022.
- Дон Делілло. Зеро К. — Харків: Ранок; Фабула, 2017.
- Дон Делілло. Підземний світ. — Харків: Ранок; Фабула, 2021.
- Боб Ділан. Тарантул. — Київ: Темпора, 2024.
- Джошуа Коен. Сімейство Нетаньягу. Розповідь про незначний і, зрештою, навіть неістотний епізод в історії однієї дуже відомої родини. — Київ: Темпора, 2025.
- Роберт Кувер. Пісеньки та наспіви: небилиці. — Київ: Темпора, 2017.
- Патриція Локвуд. Про таке не говорять. — Київ: Темпора, 2024
- Джозеф Макелрой. Бомба. — Київ: Темпора, 2017.
- Джозеф Макелрой. Перед останнім роззброєнням // Кур'єр Кривбасу. – 2015. – № 311–312–313 (Жовтень-Листопад-Грудень).
- Джозеф Макелрой. Форми цензури; цензура як форма (спільно з А. Мірошніченком). — Київ: Темпора, 2018.
- Кормак Маккарті. Дорога — Київ: Темпора, 2022.
- Кормак Маккарті. Кривавий меридіан, або Вечірня заграва на заході — Київ: Темпора, 2023.
- Томас Пінчон. Виголошення лоту 49. — Київ: Видавництво Жупанського, 2017.
- Томас Пінчон. Нетямущий учень. — Київ: Темпора, 2018.
- Томас Пінчон. Смерть і милість у Відні // Всесвіт. – 2015. – № 11–12. – С. 198–211.
- Юрій Тарнавський. Теплі полярні ночі. — Київ: Темпора, 2019.
- Донна Тартт. Засідка // Всесвіт. – 2024. – № 5–8. (Співперекладач – К. Жученко).

### Відеоінтерв'ю та лекції
- Перспективи розвитку ШІ в американському постмодернізмі — інтерв'ю в проєкті «Культура з Лірою» (2023)
- Максим Нестелєєв про американський постмодернізм — огляд особливостей жанру (2022)
- Про Пулітцерівську премію — розмова в подкасті «Висока полиця» (2023)
- Американський постмодернізм: з чого почати? — лекція про ключові тексти (2022)
- Постмодернізм як наркотик — лекція на фестивалі «Запорізька книжкова толока» (2018)
- Найкраще з найкращого у Бартелмі — розмова про творчість Дональда Бартелмі (2022)
- Презентація «Лабіринтів американського постмодернізму» — спільно з Богданою Романцовою (2022)
- Кривавий Меридіан: розповідає Максим Нестелєєв — подкаст про переклад твору Кормака Маккарті (2023)